# 김판곤
김판곤(金判坤, 1969년 5월 1일 ~ )은 대한민국의 전 축구 선수이자 현 지도자다.

## 선수 경력
1992년 울산 현대 호랑이에서 선수 생활을 시작한 김판곤 감독은 1996년까지 울산 소속으로 별다른 활약을 펼치지는 못했지만 1995년 K리그 준우승, 1996년 K리그 우승, 2연속 리그 3위(1992, 1993) 등에 일조했다.
이후 1997년 전북 현대 다이노스로 이적했지만 전북에서도 이렇다할 활약을 펼치지 못하고 1997 시즌 종료 후 은퇴했다가 2000년 홍콩 1부 리그(현 2부 리그)의 더블 플라워로 이적하여 2003년까지 선수 겸 코치로 활약하며 2000-01 리그 준우승, 2000-01 홍콩 FA컵 우승, 2회 연속 홍콩 FA컵 준결승(2001-02, 2002-03) 등에 이바지한 뒤 2004년 홍콩 레인저스를 마지막으로 현역 생활을 마무리했다.

## 지도자 경력
중경고등학교 축구부 감독으로 부임 후 1999년 8월 제주 백록기 고교 축구 대회 우승을 이끌어내며 최우수 감독상을 수상했고 서울시 협회장배에서도 우승을 차지하며 최우수 감독상을 수상하였다.
그 후 2002년부터 2004년까지 2년동안 플레잉 감독으로 홍콩 리그 당시 최약체팀인 홍콩 레인저스를 맡아 2002-03시즌에 전반기에 7승 2무로 1위를 기록했고 이에 힘입어 그 해 리그 베스트 11에도 선정되면서 감독 겸 선수로 최고의 한해를 보냈다.
4년간의 홍콩 생활을 마무리한 김 감독은 이후 2005년부터 부산 아이파크 수석 코치로 부임하여 이언 포터필드 감독을 보좌했고 이듬해인 2006년 감독 대행을 맡아 21경기동안 한번도 이기지 못한 포항 스틸러스, 수원 삼성 블루윙즈, 경남 FC 그리고 친정팀인 전북 현대를 상대로 4연승을 이끌어내며 판곤 매직이라는 별명을 얻었으며 이후 김천 상무, 대전 하나 시티즌, 제주 유나이티드에도 승리를 쟁취하며 팀을 중위권으로 이끈 후 안드레 에글리 감독에게 바통을 넘겼다.
2008년 부산을 떠나 12월부터 홍콩 사우스 차이나 감독으로 부임하여 리그 우승, 2009년 AFC컵 준결승 진출 등을 이끌었고 이듬해인 구정컵에서 홍콩 리그 연합팀 감독을 맡아 팀을 우승시키며 지도력을 인정받아 같은 해 8월 홍콩 축구 국가대표팀 감독에 부임한 직후 열린 파나소닉 초청 대회에서 잉글랜드 프리미어리그의 토트넘 홋스퍼를 2-1로 꺾고 우승컵을 들어올렸다.
그리고 9월에 열린 2010년 동아시아 축구 선수권 대회 예선 2라운드에서도 북한, 대만, 괌을 차례대로 꺾고 홍콩 역사상 처음으로 자력으로 동아시아 선수권 대회 결승 리그에 참가했으며 홍콩 U-23 대표팀 감독도 맡으며 같은 해 12월 열린 2009년 동아시아 경기 대회에서도 홍콩 축구 역사상 첫 국제 대회 금메달을 이끌어내면서 2010년 최우수 감독상과 최우수 체육인상을 수상하는 기염을 토했으며 리그 우승과 쉴드컵 우승을 거머쥐면서 더블 달성에 성공했다.
12월 신장 이상으로 건강상 이유로 감독직을 사임하고 2011년에 경남 FC의 수석 코치로 부임했으나 홍콩에 거주하는 부인의 건강 이상으로 한시즌 만에 다시 홍콩으로 복귀한 뒤 2012년 1월부터 대표팀 감독직 뿐만 아니라 청소년 총괄인 엘리트 아카데미 감독으로 홍콩 축구의 전체 연령별 시스템을 만드는 작업을 했다.
2012년 10월에는 홍콩 대표팀 감독에 재부임하여 같은해 12월 홍콩-광동컵에서 우승을 이끌었고 2013년 홍콩-마카오컵에서도 우승을 이끌어낸 뒤 홍콩 U-23 대표팀 감독으로 자신의 조국에서 열린 2014년 아시안 게임에 참가하여 홍콩의 아시안 게임 2회 연속 16강 진출의 업적을 달성했다.
홍콩 웨이를 정립하고 이를 바탕으로 홍콩 축구의 향후 커리큘럼을 만들고 이를 토대로 각 연령별로 연령에 맞는 훈련과 대회를 설계하면서 홍콩 축구 발전 계획인 피닉스 프로그램이 본격적으로 실행되었고 특히 골든에이지 프로그램을 도입하여 9세에서 12세까지 집중적으로 기술과 경기 이해를 가르치면서 기술적인 선수 배출을 위한 전략을 짰다.
그 후 2018년 FIFA 월드컵 아시아 지역 2차 예선에서 중국과 2차례 비기는 등 4승 2무 2패·C조 3위의 좋은 성적을 기록했고 비록 월드컵 3차 예선에는 아쉽게 오르지는 못했지만 그래도 2019년 AFC 아시안컵 3차 예선 진출을 이끌어내며 홍콩 시민들의 존경과 지지를 얻었다.
그리고 평양에서 열린 2018년 AFC U-23 챔피언십 예선에서 북한과 라오스를 상대로 1-1로 비긴 뒤 중화 타이베이을 4-1로 완파하며 G조 2위로 선전했지만 아쉽게 본선 문턱에서 고배를 마셨고 이어 열린 2019년 AFC 아시안컵 3차 예선에서도 북한과 말레이시아와 1-1로 비겼고 2-0의 전적을 기록하며 북한과 마지막 원정 경기를 이기면 예선을 통과하는 상황이었음에도 아쉽게 조 3위를 기록하며 본선에는 오르지 못하였다.
그러나 재임 기간 동안 우즈베키스탄과 2번 비기고 북한과 3번 비기고 중국과 2번 비기고 요르단과도 비기는 등 탁월한 경기 운영으로 약체팀답지 않은 놀라운 경기력을 이끌어내며 '홍콩의 히딩크'라는 찬사를 얻었다.
그리고 2022년 1월 21일 2020년 동남아시아 축구 선수권 대회 이후 경질된 탄쳉호 감독을 대신해 말레이시아 국가대표팀 새 사령탑으로 선임된 후 첫 국제 대회인 2023년 AFC 아시안컵 3차 예선에서 투르크메니스탄과 방글라데시를 꺾고 3경기 2승 1패로 바레인에 이어 E조 2위에 오르며 1980년 아시안컵 이후 43년만의 아시안컵 자력 본선 진출이자 개최국 자격으로 자동 출전한 2007년 이후 16년만의 아시안컵 본선 진출의 새 역사를 만들어냈다.
이후 같은 해 열린 2022년 동남아시아 축구 선수권 대회에도 참가하여 비록 준결승에서 디펜딩 챔피언 태국에 1·2차전 합계 1-3 역전패를 당하며 4년만의 결승 진출이자 베트남의 박항서 감독과의 AFF 챔피언십 역사상 첫 한국인 감독간의 결승전 맞대결이 무산되었지만 전 대회 조별리그에서 탈락했던 말레이시아를 4년만에 AFF 챔피언십 준결승으로 이끌어내며 지도력을 여지없이 입증했다.
2024년 7월 28일에 홍명보의 후임으로 울산 HD의 12대 감독으로 선임되었는데 이는 울산 구단 최초로 울산 선수 출신 정식 감독이 됐다.
그 후, 김판곤은 홍명보 국대 감독 선임 사태로 혼란에 빠진 울산을 수습하여 리그 1위를 지켰고, 2024년 11월 1일에 강원을 2-1로 물리치고 울산의 K리그 3연패 달성에 일조하였는데 구단 최초로 선수·감독 모두 정규리그에서 우승한 기록을 남겼으며, 조광래·최용수·김상식·홍명보 이어 5번째 '선수·감독' 모두 우승하는 기록을 세웠다.
울산의 모든 팬들은 김판곤 감독이 영원히 종신하길 기원하였으나, 2025 시즌 들어 이해할 수 없는 전술 등으로 약점을 보여 리그와 코리아컵, 클럽월드컵에서 패전을 거듭하여, 울산 팬들의 분노를 샀으며, 2025년 8월 1일에 구단은 성적 부진으로 김판곤의 경질을 발표하였으며 2025년 8월 2일에 수원 FC와의 경기를 마지막으로 지휘봉을 내려놓는다.

## 행정가 경력
2018년 1월부터 4년간 대한축구협회 국가대표 감독 선임위원장을 맡으며 국가대표팀 감독 선임 및 관리 평가, 지원했을 뿐만 아니라 장기 로드맵을 계획하여 축구 발전을 도모하는 역할을 수행하며 대한민국 남자 국가대표팀의 10회 연속 월드컵 본선 진출, 대한민국 여자 국가대표팀의 2019년 EAFF E-1 풋볼 챔피언십 준우승, 2022년 AFC 여자 아시안컵 준우승 및 3회 연속 여자 월드컵 본선 진출, 대한민국 U-23 대표팀의 2018년 아시안 게임 금메달, 2020년 AFC U-23 챔피언십 우승 및 9회 연속 올림픽 본선 진출 등의 대업들을 이끌어냈다.
그리고 시리아와의 2022년 FIFA 월드컵 아시아 지역 3차 예선 A조 8차전을 끝으로 국가대표 감독 선임위원장직에서 물러났으며 그로부터 10개월 후 2022년 FIFA 월드컵에서 대한민국 A대표팀은 12년만의 월드컵 16강 진출의 기적을 만들었다.
| 전임 이언 포터필드 | 제13대 부산 아이파크 감독 대행 2006 | 후임 앙드레 에글리 |

| 전임 앙드레 에글리 | 제14대 부산 아이파크 감독 대행 2007 | 후임 박성화 |

| 전임 박성화 | 제15대 부산 아이파크 감독 대행 2007 | 후임 황선홍 |